# Vierge de Lourdes (caïque)
La Vierge de Lourdes est une caïque dite d'Yport construite en 1949 au chantier naval Jouan Fiquet à Fécamp. Elle est gréée en bourcet-malet.
Elle appartient désormais à l'association La Caïque Vierge de Lourdes. Cet ancien voilier de pêche a le label BIP (Bateau d'intérêt patrimonial) décerné par la Fondation du patrimoine maritime et fluvial.

## Historique

### Navire de pêche (1949-1971)
La Vierge de Lourdes fait partie d'une série de quatre caïques non identiques qui furent construites pour la famille Ebran d'Yport, au chantier Jouen, quai Sadi-Carnot à Fécamp par le charpentier de marine Jean Clément. La première fut le Vive Jésus (F1051) en 1947, puis le Dieu Protégez-Nous (F1065) en 1948, la Notre-Dame de Bonsecours (F1079) et la Vierge de Lourdes (F1089) en 1949.
Elle est lancée le 16 avril 1949 et reçoit le no F1089 (numéro toujours visible sur la grand voile) et rejoint son port d'échouage. Elle est armée le jour même pour la pêche sous le numéro 28. 
De 1949 à 1970, la Vierge de Lourdes, alors équipée d'un moteur Lesœuf de 40 ch effectuera toutes les campagnes de pêche côtière (maquereau, hareng…), en général d'avril à la fin de février de l'année suivante. Elle pratique la pêche aux cordes au large de l'île de Wight ou au large du Tréport pour le hareng côtier.

### Voilier de plaisance et de plongée (1971-1992)
Le 5 mars 1971, elle est vendue à Victor Lefèbvre et est convertie pour la plaisance sous le numéro F2095. Le moteur est remplacé par un Baudouin DK3 de 75 ch, une petite passerelle est construite sur l'arrière. Puis elle servira de base de plongée pour un club sportif de Gravenchon.

### Restauration et enregistrement au patrimoine (1992-actuel)
En 1992, l'association Le Caïque Vierge de Lourdes est créée par Luc Prouveur pour acquérir le bateau et assurer sa sauvegarde dans le cadre du patrimoine maritime de Fécamp. Une restauration a été entreprise pour la remettre dans son état d'origine.
Depuis, la Vierge de Lourdes navigue dans le cadre associatif (seuls les adhérents peuvent participer aux sorties en mer) et participe aux diverses activités du patrimoine maritime de la région. Elle se rend à la célébration du centenaire du trois-mâts Duchesse Anne en 2001 à Dunkerque. Son immatriculation est FC 249509 (quartier maritime de Fécamp). Mais elle garde, sur sa grand-voile son immatriculation d'origine qui est F. 1089.